# Maybeck Recital Hall Series, Volume Thirty-Two
Maybeck Recital Hall Series, Volume Thirty-Two ist ein Jazzalbum von Roland Hanna. Dia Aufnahmen entstanden im August 1993 in der Maybeck Recital Hall in Berkeley, Kalifornien, und erschienen 1994 auf Concord Jazz.

## Hintergrund
In den 1990er- und frühen 2000er-Jahren nahm Sir Roland Hanna eine Reihe von Solo-Piano-Alben auf, Duke Ellington Piano Solos, eine Konzertmitschnitt aus der Carnegie Hall von 1991 sowie die posthum erschienenen Produktionen Tributaries: Reflections on Tommy Flanagan, Everything I Love  und Colors from a Giant’s Kit. Das Maybeck-Konzert war Teil der Veranstaltungsreihe Maybeck Recital Hall Series, in der zwischen 1989  und 1995 Jazzpianisten wie Toshiko Akiyoshi, Joanne Brackeen, Marian McPartland, Steve Kuhn, Hank Jones, Dave McKenna, Walter Norris, Hal Galper, Denny Zeitlin, Cedar Walton und Ted Rosenthal konzertierten.

## Titelliste
- Sir Roland Hanna – Maybeck Recital Hall Series Volume Thirty-Two (Concord Jazz CCD-4604)[3]

1  Love Walked In (George & Ira Gershwin) 5:40

2 They Can’t Take That Away from Me (George & Ira Gershwin) 5:43

3  Softly, as in a Morning Sunrise (Oscar Hammerstein II, Sigmund Romberg) 4:06

4 Gershwin Medley  (11:32)

a  Fascinating Rhythm (George & Ira Gershwin)

b  The Man I Love (George & Ira Gershwin)

c  Let’s Call the Whole Thing Off (George & Ira Gershwin)

5  How Long Has This Been Going On? (George & Ira Gershwin) 5:25

6  Oleo (Sonny Rollins) 3:03

7  Lush Life (Billy Strayhorn) 8:27

8  This Can’t Be Love (Rodgers & Hart) 4:37

## Rezeption

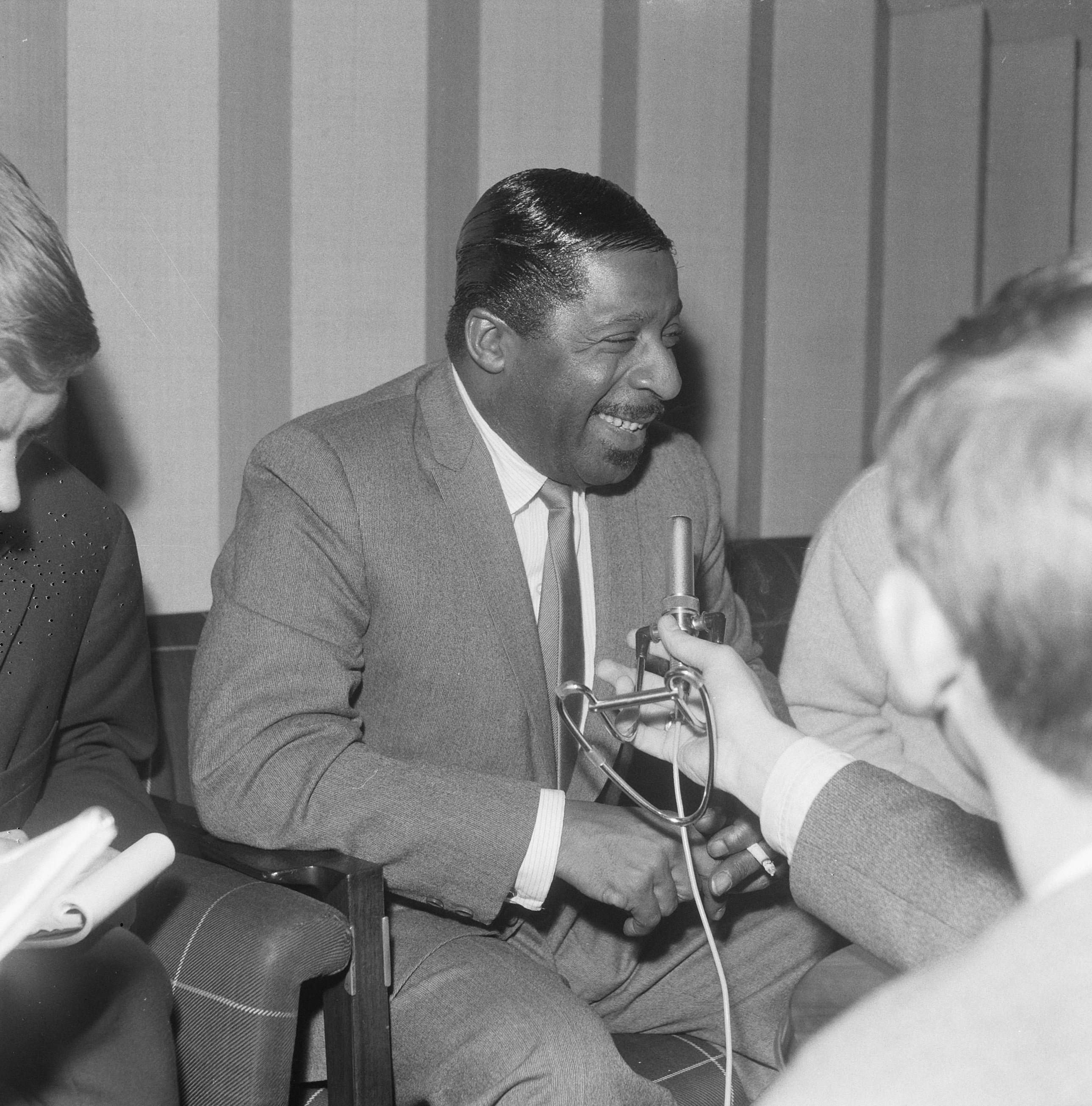
Erroll Garner 1964 bei einer Party in Amsterdam

Ken Dryden zeichnete das Album in Allmusic mit 4½ (von fünf) Sternen aus und schrieb: „Concord nahm eine Reihe von Solo-Klavierkonzerten in der warmen Umgebung der winzigen Maybeck Recital Hall auf, und es wird wohl kaum einen geben, der diese herausragende Leistung von Sir Roland Hanna übertrifft. Über die Hälfte seines Programms ist einer Auswahl von George Gershwin gewidmet, beginnend mit einem schillernden ‚Love Walked In‘, das sich [mit dem Titel] in einem flotten Stil befasst, der an den [1977] verstorbenen Erroll Garner erinnert.“
Richard Cook und Brian Morton, die das Album mit 3½ (von vier) Sternen bewerteten, notierten: „Die Maybeck-Darbietung scheint Sir Rolands Interesse an den Klassikern wieder zu erwecken. Es gibt einen reichen Chromatismus, der Debussy würdig ist und in seiner extremen Form auf Schönberg zusteuert und hinter einigen dieser Soloperformances versteckt.“ Besonders hervorhebenswert fanden die Autoren „Love Walked In“, mit seinen Bezügen zu Thelonious Monk und Erroll Garner, mit „Hannas Sinn für Struktur, die so beeindruckend ist“, außerdem das Gershwin-Medley, mit seiner festen Verankerungslogik, „Oleo“ und „This Can’t Be Love“, „beide mit einem Lächeln [vorgetragen], was die romantisch-tragischen Anspannungen von ‚Lush Life‘ noch überzeugender macht.“